# Zújar
Zújar (španělsky Río Zújar) je řeka v autonomních společenstvích Extremadura a Andalusie na jihozápadě Španělska. Její délka činí 221 km. Povodí má rozlohu 8 500 km².

## Průběh toku
Pramení na severních svazích pohoří Sierra Morena a protéká převážně kopcovitou krajinou. Je levým přítokem Guadiany.

## Vodní stav
Průměrný dlouhodobý průtok na dolním toku je 50 m³/s. Nejvyšší vodnosti dosahuje v zimě, v létě místy vysychá.

## Využití
Na středním toku byla vybudována přehradní nádrž. Řeka se využívá především na zavlažování.